# Zürich Openair
Das Zürich Openair ist ein Musikfestival in der Nähe des Flughafens Zürich auf dem Gelände der Gemeinden Rümlang und Opfikon. Es fand von 2010 bis 2022 jährlich statt, mit Ausnahme von 2011. In den Jahren 2020 und 2021 wurde das Openair aufgrund der COVID-19-Pandemie abgesagt. 2022 fand das zehnte Zürich Openair statt.
Das musikalische Spektrum umfasst Indie-, Electro- und Rockmusik und beinhaltet eine Mischung international bekannter Musiker, Bands und Newcomer.
Das Festivalgelände umfasst rund 95'000 Quadratmeter und bietet einen Campingplatz für 3000 Zelte. Die Veranstaltung zählte 2017 rund 80'000 Besucher über vier Festivaltage hinweg.

## Geschichte
Am 27. bis 29. August 2010 fand das Zürich Openair als dreitägiges Open-Air-Festival unter dem Motto „Festival Excess, City Access“ statt und wurde als erstes Schweizer Festival von dem Musiksender MTV präsentiert.
Aufgrund von Bodenbeschädigungen beschlossen die Festivalveranstalter, im Jahr 2011 eine Pause einzulegen, um das Gelände auf die Veranstaltung im Jahr 2012 vorzubereiten.
2012 fand das Zürich Openair mit einem neu strukturierten Festivalgelände sowie einem überarbeiteten Logistik- und Infrastrukturkonzept vom 23. bis 26. August 2012 über vier Tage statt. Auf der neuen Zeltbühne „Dance Circus“ traten internationale DJs auf. Das Abschlusskonzert bestritten Die Fantastischen Vier mit einem unplugged-Auftritt.

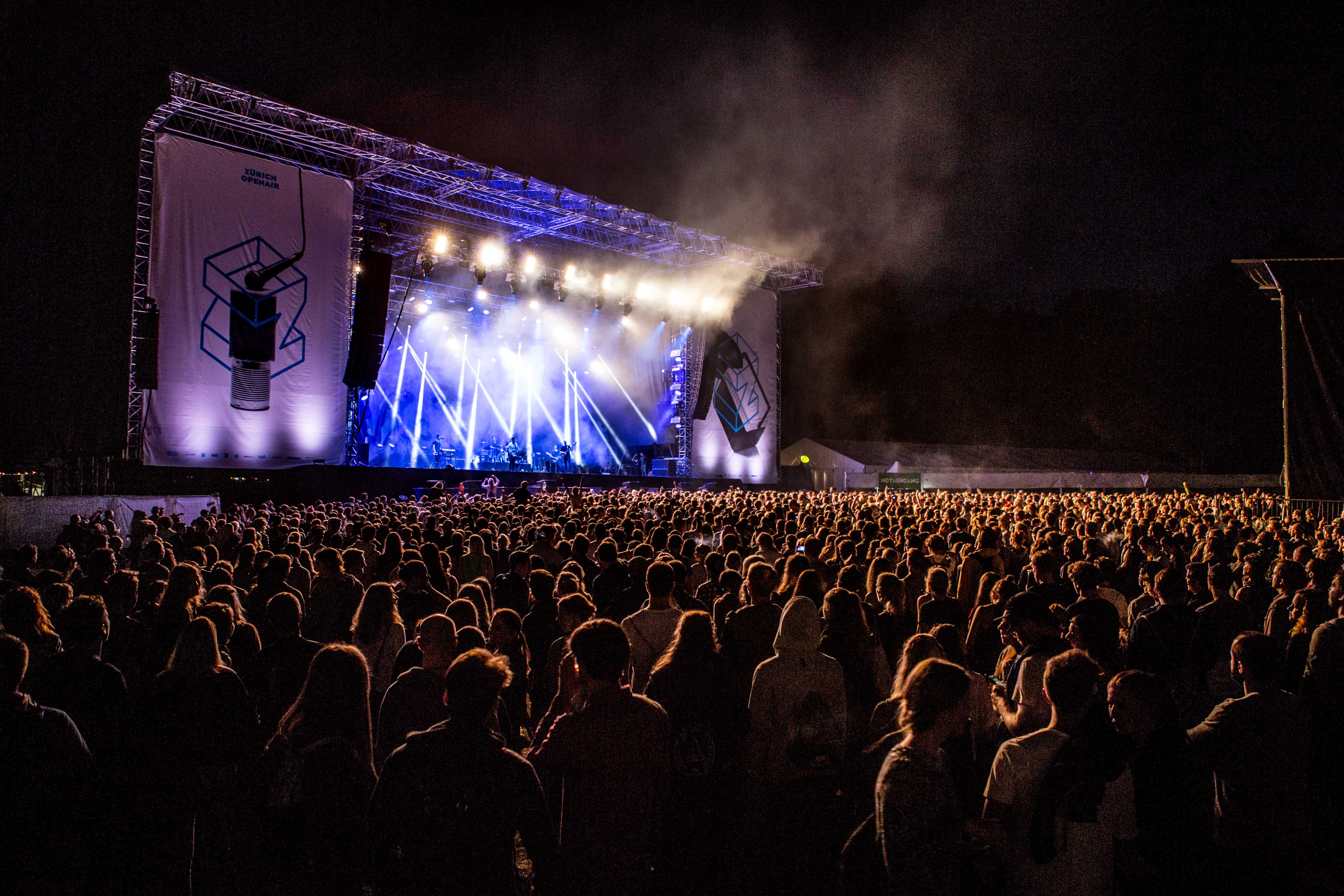
White Lies am Zürich Openair 2014

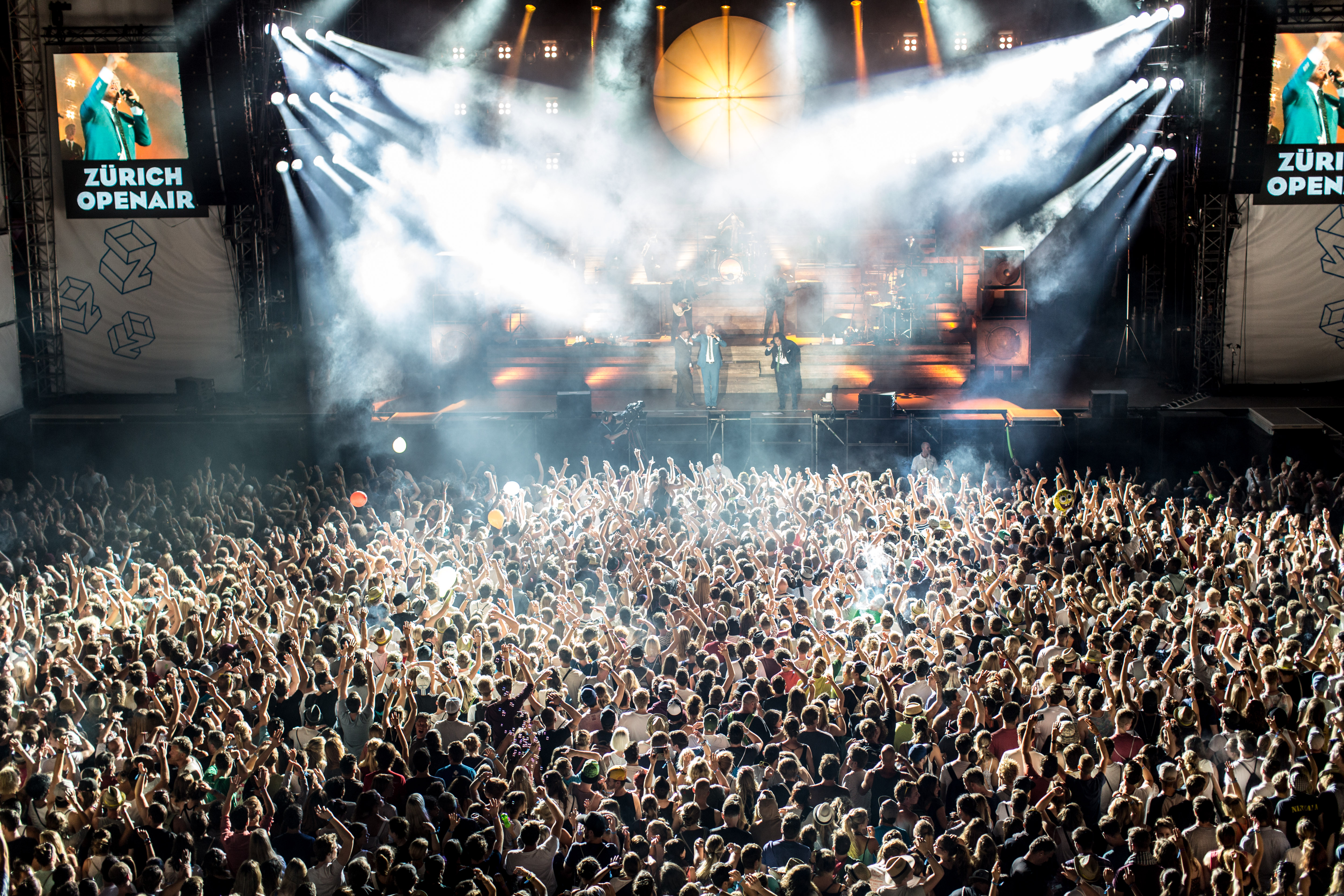
Seeed am Zürich Openair 2015

Die Tageszeitung 20 Minuten kommentierte anschliessend: „Musikalisch wurde dem Publikum fast nur Extraklasse geboten: Egal ob Skrillex, Kraftwerk, Lykke Li, Boy, Tocotronic oder Bloc Party – vom Geschehen auf der Bühne zeigte sich das Publikum begeistert. Und für eine Freiluftveranstaltung war die Soundqualität erstklassig.“
Der Umtausch von Bargeld gegen Festivalgeld sorgte für Kritik, da es zu längeren Schlangen vor den Wechselständen kam.
Auch die dritte Ausgabe des Zürich Openair vom 29. August bis 1. September 2013 ging erstmals bei schönem Wetter über die Bühne. Highlights waren Nine Inch Nails, Arctic Monkeys, The xx, Die Ärzte, Ellie Goulding und viele mehr.
Am 28. bis 31. August fand die vierte Auflage des Zürich Openair in Glattbrugg statt. Headliner waren Deadmau5, Paolo Nutini und Röyksopp & Robyn, welche 2014 mit ihrer Do It Again Tour aufgetreten sind. Aufgrund des unsteten Wetters und einem weniger kommerziellen Line-up als im Jahr zuvor ist die Besucherzahl etwas zurückgegangen. Dennoch endete das Zürich Openair 2014 mit einer positiven Bilanz.
Die fünfte Ausgabe des Zürich Openair ging nach vier Tagen zu Ende. Das Programm mit Bands wie The Libertines, Alt-J, Tame Impala, Seeed, Kasabian oder Superstars der Electronic-Riege wie Paul Kalkbrenner, Skrillex oder Fatboy Slim sowie das Traumwetter lockten über 60’000 Menschen nach Rümlang. 

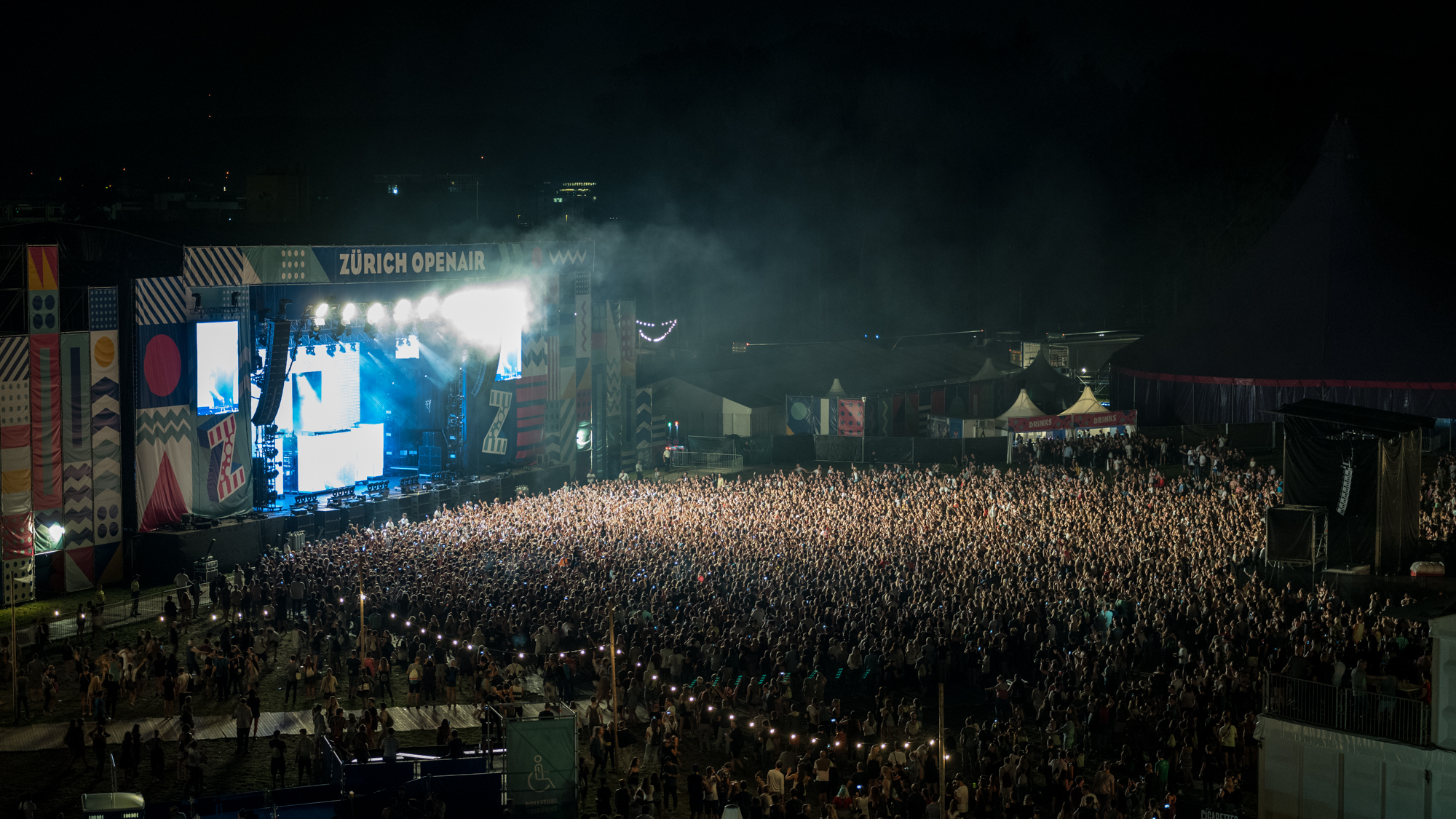
Kygo am Zürich Openair 2017

Die 2017er Ausgabe des Zürich Openair, die vom 23. – 26. August stattfand, ging mit internationalen Headliner wie Mumford & Sons, Major Lazer, The Prodigy, Kygo und The xx und einem Besucherrekord von knapp 80’000 Leuten über die Bühne. Am Samstag zählten die Veranstalter peakweise 25’757 Besucher zur Spielzeit von Parov Stelar.
In den folgenden Jahren wurde das Openair aufgrund der Restriktionen während der COVID-19-Pandemie verschoben. 2021 wurde eine kleinere Version des Zürich Openair, das ZOAlina, geplant, es wurde jedoch kurzfristig abgesagt.
2022 ist das Zürich Openair zurückgekehrt und hat die zehnte Ausgabe mit 102'000 Besuchern mit einem weiteren Showtag vom 23. bis 27. August durchgeführt. 
Auch 2023 durften sich die Besucher auf einige neue musikalische sowie unterhaltende Highlights freuen. Über 87'000 Besucher genossen das Festival mit über 80 Künstler, 45 Bars, 42 Foodstände, 12 Marktstände und viele weiteren Attraktionen. 
2024 fand das Zürich Openair erstmals an zwei Wochenenden statt, am 23. und 24. August sowie am 30. und 31. August.

## Line-up

### 2010 (Auszug)
Placebo, Faithless, The Prodigy, Mando Diao, Underworld, The xx, Groove Armada, Hole, The Hives, Booka Shade, Maxïmo Park, dEUS, Belle and Sebastian, Stereophonics, Vive la Fête, Kashmir, Shout Out Louds, Health, I Am Kloot, Adam Green, The Soundtrack of Our Lives, Kate Nash, Johnossi, Kitty, Daisy & Lewis, Saybia, Friska Viljor, Gemma Ray, Crystal Fighters

### 2012 (Auszug)
The Killers, The Prodigy, Kraftwerk, Die Fantastischen Vier, The Chemical Brothers, Skrillex, Lykke Li, White Lies, Hot Chip, Bloc Party, Mogwai, Maxïmo Park, The Shins, The Bloody Beetroots, Orbital, Tindersticks, Nero, Tocotronic, Clueso, The Wombats, The Vaccines, Simian Mobile Disco, Flux Pavilion, Magnetic Man, The Whitest Boy Alive, Dubfire, Chris Liebing, Grandaddy, Crookers, Soulwax, Yann Tiersen, First Aid Kit

### 2013 (Auszug)
Nine Inch Nails, Arctic Monkeys, Franz Ferdinand, Paul Kalkbrenner, The xx, Fettes Brot, Die Ärzte, Ellie Goulding, Justice, Deftones, Eels, Two Door Cinema Club, Boys Noize, Modestep, Tomahawk, Poliça, The Knife, Belle and Sebastian, Trentemøller, Tom Odell, Pendulum, Moonbootica, Sub Focus, Valerie June, James Blake, Jessie Ware, Everything Everything, SebastiAn, Erol Alkan, Jackson and his Computer Band, Black Rebel Motorcycle Club

### 2014 (Auszug)
Paolo Nutini, Metronomy, Crystal Fighters, Cut Copy, The 1975, Netsky Live, Crookers, Flume, Baba Shrimps, Rival Kings, Deadmau5, Woodkid, Editors, Manic Street Preachers, Richie Hawtin, Darkside, Dry the River, Miss Kittin, Kadebostany, Matador, The bianca Story, Plasma, Jeans for Jesus, Röyksopp & Robyn, The Bloody Beetroots Live, White Lies, Fritz Kalkbrenner, Klangkarussell Live, MØ, Pablo Nouvell, Klischée & Band, Morcheeba, The Asteroids Galaxy Tour, Warpaint, Gloria, Annakin, Parov Stelar Band, Junip, Satellite Stories, BRNS, Vancouver Sleep Clinic

### 2015 (Auszug)
The Libertines, Seeed, Paul Kalkbrenner, Skrillex, Alt-J, Kasabian, Fatboy Slim, Bastille, Tame Impala, Interpol (Band), Milky Chance, The Kooks, Stereophonics, Rudimental, Hot Chip, Sigma (DJ-Duo) Live, Tale Of Us, SBCR Dj Set, Gorgon City Live, Jungle (band), Siriusmodeselektor Live, Ásgeir, Years & Years, Wolf Alice, Lo & Leduc, Pond (australische Band), Dabu Fantastic, Lexy & K-Paul, Sascha Braemer, Lexer, From Kid

### 2016 (Auszug)
The Chemical Brothers, Massive Attack, Sigur Rós, Amy Macdonald, Underworld, The Last Shadow Puppets, Foals, Die Antwoord, Editors, M83, Kaiser Chiefs, Róisín Murphy, Bloc Party, Chvrches, Edward Sharpe and the Magnetic Zeros, Miike Snow, Digitalism, Dua Lipa

### 2017 (Auszug)
Mumford & Sons, Major Lazer, Kygo, The xx, The Prodigy, First Aid Kit, Flume, Mac DeMarco, Pendulum, AnnenMayKantereit, Birdy, Interpol, Nicolas Jaar, London Grammar, Moderat, Parov Stelar, Metronomy, Phantogram, Perfume Genius, Mighty Oaks, Beach Fossils, Dillon Francis, What So Not, Jeans for Jesus, Warhaus, Von Wegen Lisbeth, Slowdive, Klingande, HVOB & Winston Marshall, Sascha Braemer, Lexer

### 2018 (Auszug)
Kendrick Lamar, Imagine Dragons, Die Antwoord, alt-J, Bonobo, Justice, Liam Gallagher, Charlotte Gainsbourg, Incubus, The War on Drugs, Glass Animals, King Gizzard & the Lizard Wizard, Nick Murphy fka Chet Faker, The Vaccines

### 2019 (Auszug)
The Chemical Brothers, Calvin Harris, Swedish House Mafia, Macklemore, Billie Eilish, Foals, Alan Walker, Jorja Smith, Royal Blood, Paul Kalkbrenner, The Kooks, Nina Kraviz, Friendly Fires, Helena Hauff, Wanda, Alle Farben, Jon Hopkins, Sophie Hunger

### 2022 (Auszug)
Arctic Monkeys, Kings of Leon, David Guetta, Martin Garrix, Kygo, Tash Sultana, G-Eazy, Anne-Marie, Lewis Capaldi, Casper, Rita Ora, Boris Brejcha, Faber, Glass Animals, Alt-J, Rüfüs du Sol, Bastille, James Blake, Fisher, Meduza, Two Door Cinema Club, Fritz Kalkbrenner

### 2023 (Auszug)
Robbie Williams, Zara Larsson, The Killers, Eric Prydz, Joji, Calvin Harris, Apache 207, Faber, The Chainsmokers, Paul Kalkbrenner, Adriatique, AJR, Marteria

### 2024 (Auszug)
Macklemore, Martin Garrix, Kygo, Sam Smith, Peggy Gou, Aurora, Sido, Raye, John Summit, Lost Frequencies, Agents of Time, Artbat, Dabu Fantastic, Nemo